# Pseudocyclosorus pseudorepens
Pseudocyclosorus pseudorepens är en kärrbräkenväxtart som beskrevs av K. H. Shing och Ren-Chang Ching. Pseudocyclosorus pseudorepens ingår i släktet Pseudocyclosorus och familjen Thelypteridaceae. Inga underarter finns listade.